# Шведско-норвежка уния
Шведско-норвежката уния (на шведски: Svensk-norska unionen; на норвежки: Den svensk-norske union) или Обединени кралства на Швеция и Норвегия е лична уния на отделните кралства Швеция и Норвегия под една монархия и една външна политика, която съществува от 1814 г. до разпадането си през 1905 г.
Двете държави имат различни конституции, закони, законодателства, администрации, църкви, въоръжени сили и валути; кралете живеят най-вече в Стокхолм, където се намират чуждестранните дипломатически представителства. Норвежкото правителство е председателствано от вицекрале: шведи до 1829 г. и норвежци до 1856 г. Кабинетът е по-късно празен и след това отменен през 1873 г. Външната политика се води през шведското външно министерство до разпадането на съюза през 1905 г.
Преди това Норвегия е в близък съюз с Дания, но датско-норвежкото съглашение с Наполеонова Франция кара Обединеното кралство и Русия да се съгласят с анексията на Швеция на държавата като компенсация за загубата на Финландия през 1809 г. и като награда за присъединяването ѝ към съюза срещу Наполеон. През 1814 г. с Килския мирен договор кралят на Дания-Норвегия е принуден да предаде Норвегия на краля на Швеция.